# Knochenhauerstraße 34 (Hannover)

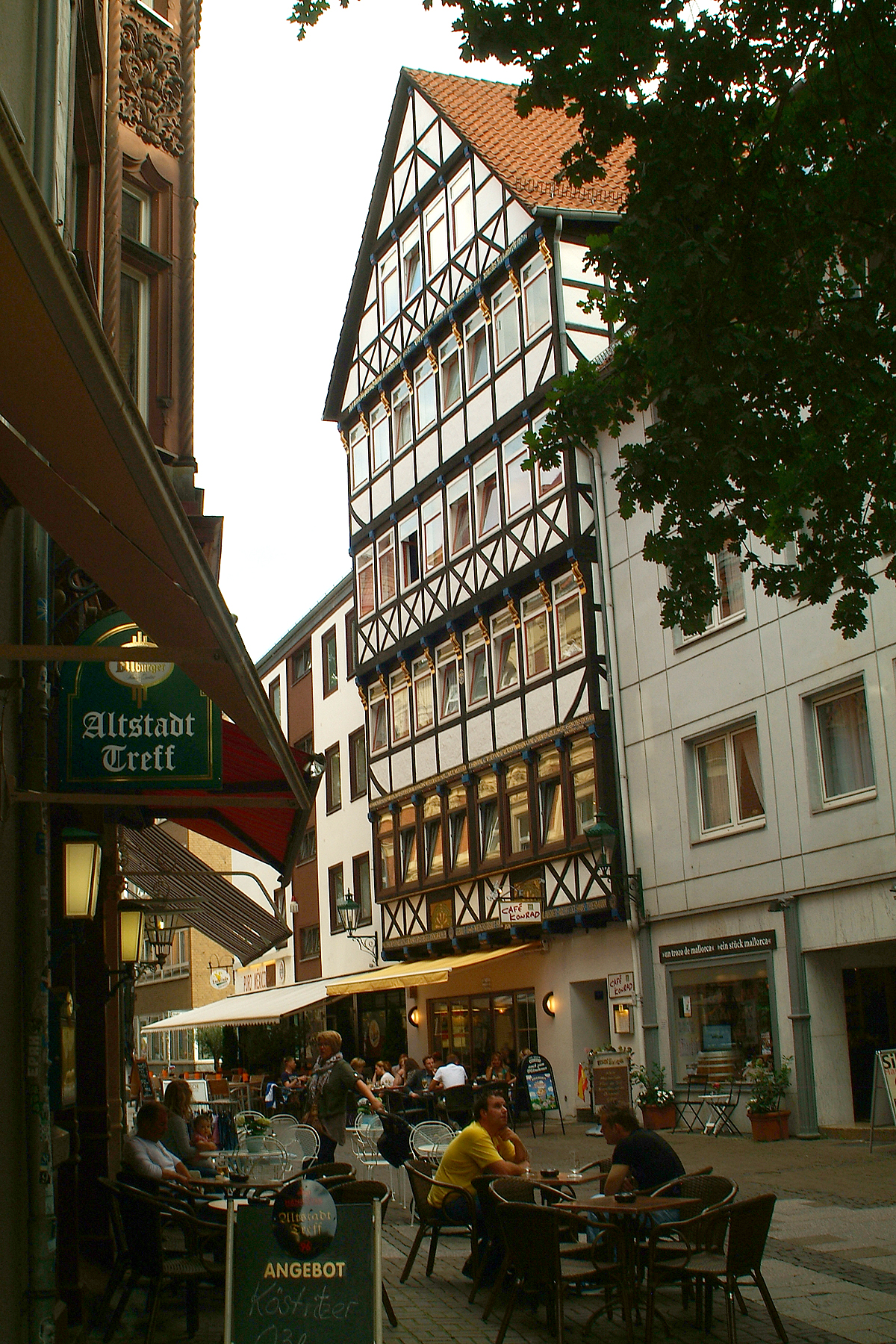
Die Fachwerkfassade des 1972 errichteten Hauses Knochenhauerstraße 34 in der Fußgängerzone der Altstadt von Hannover

Knochenhauerstraße 34 in Hannover lautet die Adresse eines Anfang der 1970er Jahre errichteten Gebäudes in der Altstadt der niedersächsischen Landeshauptstadt Hannover. Die vorgebaute Fachwerk-Fassade setzt sich jedoch aus Balken mit Inschriften des Vorgängergebäudes und der Wassermühle des Rittergutes in Eimbeckhausen zusammen und reicht zurück bis in das 16. Jahrhundert.

## Geschichte
Den Inschriften zufolge wurde der Vorgängerbau während des Dreißigjährigen Kriegs im Jahr 1646 errichtet, ein Jahrzehnt nachdem der Landesherr von Braunschweig-Lüneburg und Fürst von Calenberg, Herzog Georg die Stadt Hannover 1636 zu seiner Residenz erklärt hatte und diese unter seinem Sohn und Nachfolger Christian Ludwig 1646 zur Garnisonstadt mit neuen Befestigungsanlagen ausgebaut wurde.
Das Fachwerk des heutigen Hauses in der Knochenhauerstraße zeigt auf einem Ständerbalken des Vorgängerbaus in der Mitte des 2. Obergeschosses die Initialen M · C · L, die Signatur des Baumeisters Cord Levecke: „M(eister) C(ord) L(evecke)“ († April 1661 in Hannover), der um diese Zeit in Hannover tätig war. Zugleich ist das Gebäude das einzige in der Altstadt von Hannover nachgewiesene dieses Baumeisters.
Ein auf dem Schwellbalken des 1. Obergeschosses eingesetztes Medaillon mit einer Hausmarke und dem Initial D deutet auf ein Mitglied der Familie von Dören hin und legt nach dem im Stadtarchiv Hannover aufbewahrten Schoßregister von 1646 Hans von Dören als Bauherrn nahe.

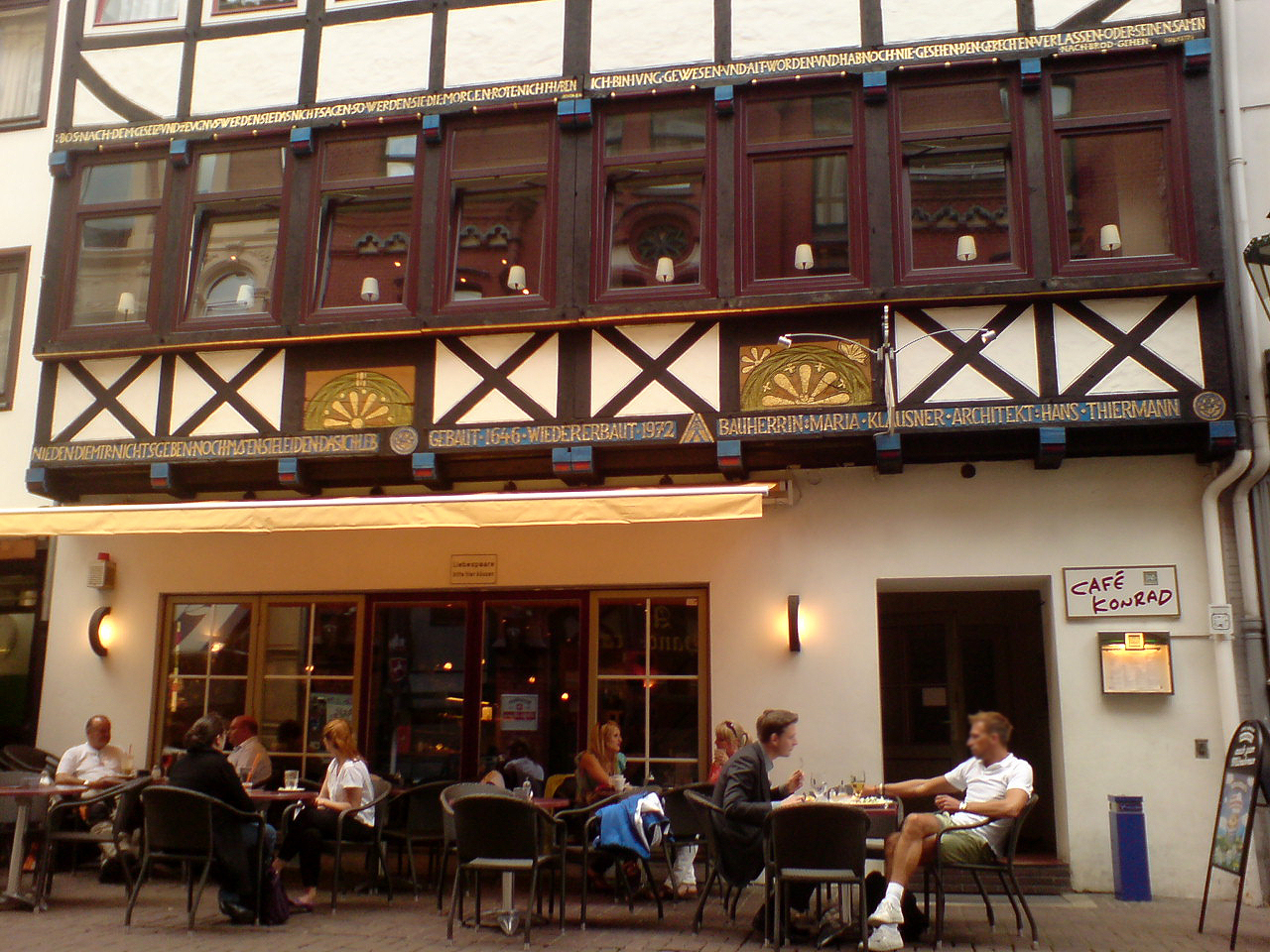
Fächerrosetten und Meisterzeichen in den Gefachen zwischen den Inschriften der Fachwerk-Fassade

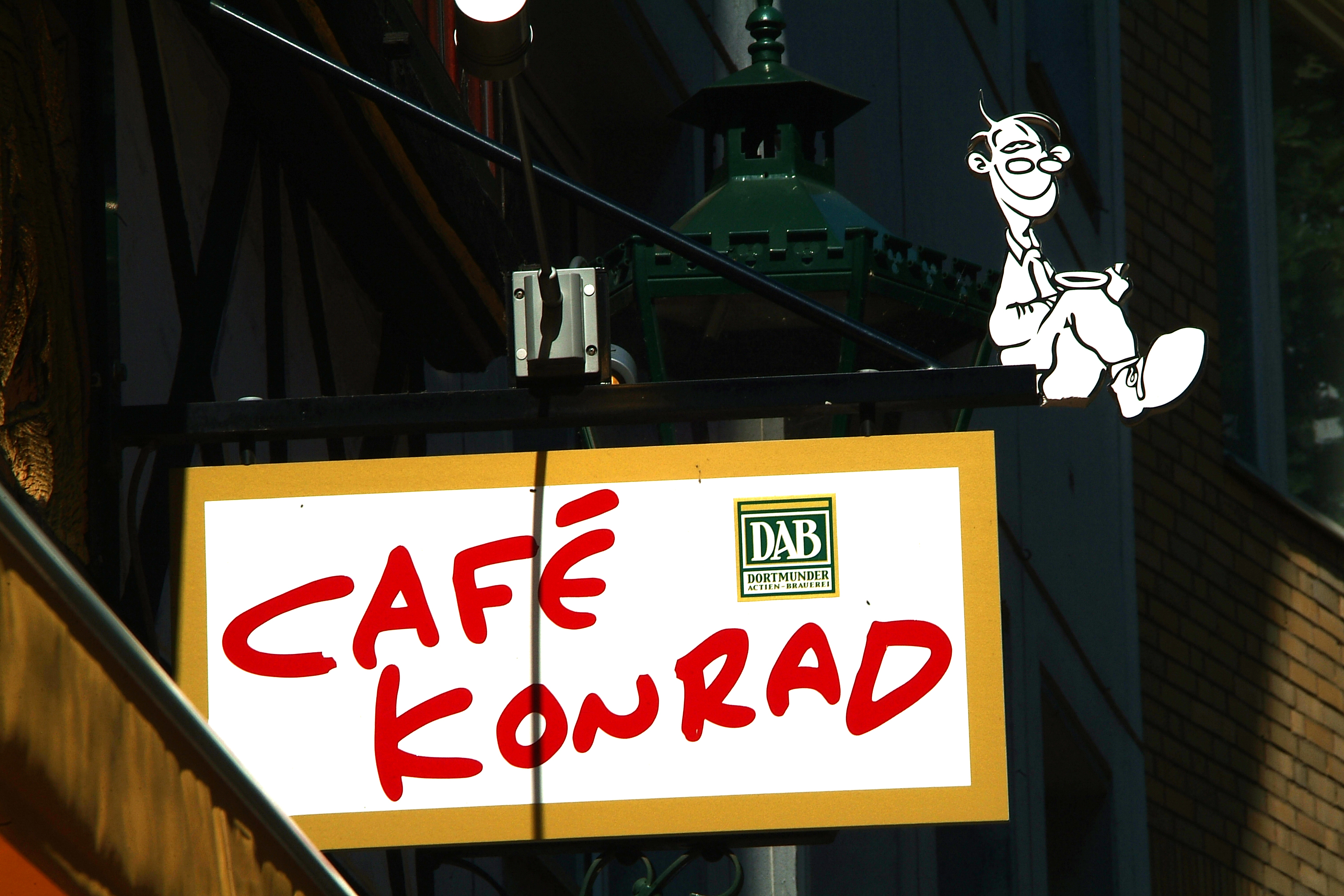
Ralf Königs kaffeetrinkender Konrad macht seit 1996 auf das Café Konrad aufmerksam.

Rund drei Jahrhunderte nach seiner Errichtung wurde der Bau von 1646 im Zweiten Weltkrieg durch die Luftangriffe auf Hannover schwer beschädigt. 1972 ließ Marie Clausner als Bauherrin das heutige Haus durch den Architekten Hans Thiermann als dreigeschossiges giebelständiges Gebäude neu errichten. Für die Fachwerkfassade wurden dabei im ersten und zweiten Obergeschoss Balkenstücke des Vorgängerbaus eingesetzt. Die nicht mehr vollständig erhaltenen Inschriften waren zuvor um 1900 zeitweilig mit Putz überdeckt, so dass die Überlieferung daher nur Teile wie etwa das Meisterzeichen von Baumeister Leveke mit dem Beil und dem Winkelmaß vermittelte.
Die Schwellbalken des Giebels stammen nicht aus Hannoverscher Provenienz, sondern wurden durch diejenigen der wohl nach 1570 erbauten Wassermühle des Rittergutes Eimbeckhausen ergänzt.
Die Inschriften im 1. und 2. Obergeschoss des hannoverschen Vorgängerbaus von 1646 geben Textteile aus der Bibel wieder, so aus dem Buch Jesaja, Kapitel 8, Vers 20 sowie aus dem Buch der Psalmen, Kapitel 37, Vers 25. Die Inschrift im Giebel der Wassermühle in Eimbeckhausen hingegen ist mit Auszügen aus dem Buch der Psalmen, Kapitel 127, Vers 1 in niederdeutscher Sprache verfasst, gefolgt vom Sprichwort

„Help godt ut noth

Afgunst is grod“

sowie insbesondere der in römischen Ziffern geschriebenen Jahreszahl 1572.
Seit 1996 weist die Figur des kaffeetrinkenden Konrad des Comiczeichners Ralf König auf das im Hause befindliche Café Konrad hin.